# 李硕勋

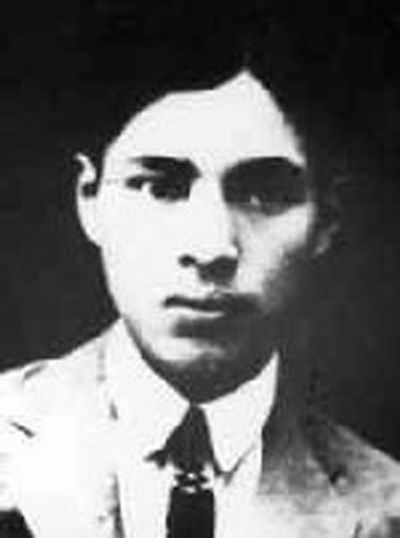
李硕勋

李硕勋（1903年2月23日—1931年9月16日），原名开灼，字叔薰，又名李陶，四川省宜宾市庆符县（今属高县）人。中国共产党早期领导人，中华人民共和国前总理李鹏的父亲。

## 生平
李硕勋早年参加学生运动，先后在叙府联合中学、四川省立一中、北京弘达学院和上海大學就读，1924年由团员转为党员。他是上海1925年五卅运动领导人之一，是第七届全国学生代表大会委员长，上海反帝大同盟主席，全国学联总会党团书记，第八届全国学生代表大会书记。1926年底调中国共青团中央工作，旋即派到国民革命北伐军第四军第25师担任政治部主任，成为中共早期参与领导军事斗争的先驱之一。
1927年他参加了南昌起义，是主力部队第25师的党代表兼政治部主任（师长是叶挺的得力助手周士第，陈毅当时是该师主力团第73团党代表，林彪当时是第73团的连长）。起义失败后，朱德领导的前敌委员会委托周士第和李硕勋到上海中央汇报工作，朱德和陈毅则带领起义军余部开始游击战争。
李硕勋到上海后，领导华东各省共产地下党组织对抗中华民国政府和组织军运，先后担任江苏省委秘书长、主持省委工作；浙江省委军委书记、代理省委书记；上海沪西区委书记、沪中区委书记；后担任江苏省军委书记，指导组建苏北红14军（后失败）。1930年春，任中央军委委员兼江苏军委书记，成为周恩来的主要军事助手之一，指导河南省组建了红17军，后改任江南省委军委书记。1931年春任中央苏区红7军政委（未到职），6月改任广东省委军委书记，驻香港。1931年7月7日赴海南岛主持军事会议，一上岛即被中华民国政府逮捕，9月16日在海口市被處死。
北京的中国人民革命军事博物馆展有李临死前写给赵君陶的遗书，全文如下：

陶：余在琼已直认不讳，日内恐即将判决。余亦即将与你们长别。在前方，日死若干人，余亦其中之一耳。死后勿为我过悲。惟望善育吾儿，你宜设法送之返家中，你亦努力谋自立为要。死后尸总会收的，绝不许来，千嘱万嘱。

## 家庭
- 妻子：赵君陶，中共早期领导人之一赵世炎的妹妹。
  - 儿子：李鹏。

李硕勋在遗书中提到的“吾儿”即是其生于1928年的儿子李鹏。1932年4月，李鹏轉由周恩来夫妇撫養。在2014年7月出版的《李鹏回忆录（1928-1983）》一書中，李鹏表示「其為周恩来养子」一說不準確。
李鹏在1987年11月24日成为国务院代总理，1988年4月13日正式成為中华人民共和国国务院总理，1998年卸任。后又任全国人民代表大会常务委员会委员长至2003年退休。